# Vojvoda
Vojvoda – najwyższy stopień wojskowy w Królestwie Serbii i Jugosławii w latach 1901–1946. Odpowiadał stopniowi feldmarszałka w innych armiach.
Ma korzenie w średniowiecznym terminie Voivode (wojewoda) używanym w pierwszym królestwie i carstwie Serbii. Vojvoda w średniowiecznym jak i nowożytnym Księstwie Serbii miał podobne znaczenie jak tytuł książęcy w innych państwach feudalnych, ponieważ był zarówno tytułem wojskowym jak i szlacheckim.
Ranga została utworzona wraz z uchwaleniem Ustawy o organizacji wojska w 1901 roku, a później potwierdzona w Ustawie o organizacji armii i marynarki wojennej z 1923 roku. Ustawa z 1901 roku została uchwalona na wniosek podpułkownika (później generała dywizji) Miloša Vasicia, który był wówczas ministrem obrony. Stopień ten przyznawano tylko w czasie wojny za szczególne zasługi wojskowe najwyższych dowódców.
Podczas wojen bałkańskich i I wojny światowej był to najwyższy stopień wojskowy w armii serbskiej. Pierwszy Vojvoda został mianowany dekretem Króla Piotra I 20 października 1912 roku. Tylko cztery osoby oficjalnie posiadały ten stopień: Radomir Putnik (1912), Stepa Stepanović (1914), Živojin Mišić (1914) i Petar Bojović (1918). Przed wprowadzeniem tego stopnia najwyższym stopniem w Królestwie Serbii był generał armii. Po II wojnie światowej nowo utworzona Jugosłowiańska Armia Ludowa przestała używać królewskiego systemu rang, dlatego stopień Vojvody przestał istnieć.